# Neu-Kupfer
Neu-Kupfer ist ein Wohnplatz auf der Gemarkung des Ortsteils Westernach der Gemeinde Kupferzell im Hohenlohekreis im nordöstlichen Baden-Württemberg.

## Lage
Neu-Kupfer liegt in der Südostecke des Kupferzeller Gemeindegebietes unmittelbar an der Grenze zur Gemeinde Untermünkheim im Landkreis Schwäbisch Hall. Die im 20. Jahrhundert entstandene Wohnsiedlung wurde auf flachem Terrain zwischen einer Bahnlinie im Westen und dem Lauf der oberen Kupfer im Osten errichtet. Sie geht im Süden ohne Unterbrechung in ein Neubaugebiet des Untermünkheimer Weilers Kupfer über. Gleich hinter der Bahnlinie schließt sich in Richtung auf Beltersrot zu ein Gewerbegebiet um die Straße Im Greut ebenfalls auf Westernacher Teilortgemarkung an, das erst im späten 20. Jahrhundert entstand.

## Verkehr
An der Bahnstrecke Crailsheim–Heilbronn liegt am Westrand der Wohnbebauung die Haltestelle Kupfer.
Durch Neu-Kupfer läuft eine dörfliche Verbindungsstraße von Westernach im Nordnordwesten zur Kreisstraße 2364/2563 wenig im Süden in Kupfer, die Beltersrot über Kupfer mit der Bundesstraße 19 beim nahen Untermünkheimer Dorf Übrigshausen verbindet. Über diese ist von Neu-Kupfer aus die Anschlussstelle Kupferzell der Bundesautobahn 6 im Norden bei Westernach auf der Straße nur 4,5 km entfernt.

## Geschichte
Neu-Kupfer entstand 1945 als Siedlung Bahnhof Kupfer. Der Ort wurde überwiegend von Heimatvertriebenen besiedelt. Zusammen mit Westernach kam Neu-Kupfer im Rahmen der Gemeindereform am 1. Januar 1972 zur durch einen Zusammenschluss neu gebildeten Gemeinde Kupferzell.

## Söhne und Töchter des Ortes
- Michael Krebs (* 1974), aufgewachsen in Neu-Kupfer, Kabarettist